# يين جيان
يين جيان (بالصينية: 殷剑) هي راكبة أمواج ‏ صينية، ولدت في 25 ديسمبر 1978 في Xichong County ‏ في الصين.

## وصلات خارجية
- يين جيان على موقع الاتحاد الدولي للملاحة الشراعية (موقع جديد) (الإنجليزية)
- يين جيان على موقع الاتحاد الدولي للملاحة الشراعية (موقع قديم) (الإنجليزية)
- يين جيان على موقع اللجنة الأولمبية الدولية (الإنجليزية)
- يين جيان على موقع أوليمبيديا (الإنجليزية)
- يين جيان على موقع اللجنة الأولمبية الصينية (الإنجليزية)